# Canal de Lo
Le Canal de Lo ou Canal de Lovaart également écrit Canal de Loo est un canal de Belgique en province de Flandre occidentale. Le canal relie la ville de Furnes à l'Yser au niveau du village de Lo (également écrit Loo).

## Historique
Le canal fait environ 14 km de long. Il fut creusé au XIIe siècle pour la navigation. Il servait auparavant de tampon pour réguler le niveau de l'Yser. Pour cela, un barrage avait été construit dans le hameau de Fintele. On ouvrait l'écluse du barrage en cas de crue de l'Yser pour permettre à l'eau de passer. Au XIIIe siècle, le canal avait une largeur de deux perches (7,65 mètres). Il fut agrandi en 1622.